# عيسى بن موسى التيجاني
الشيخ عيسى(أبو مهدي) بن موسى التجيني (توفي سنة 962هـ/ 1555م )المشهور بين سكان المنطقة باسم سيدي عيسى، من اعيان وادي التاغية (معسكر، الجزائر)، و هو كذلك من علماء المغرب العربي للقرن 10هـ/16م، كانت له زاوية في منطقة واد التاغية بمعسكر حاليا.

## نبذة عن حياته
أخذ العلم عن الشيخ محمد بن احمد ابن غازي عالم فاس وشيخ جماعتها، وتلميذه عبد الله بن عبد الرزاق الغريسي وجمع غفير من علماء الراشدية من علماء عصرهوتتلمذ على يديه جمع غفير من طلبة العلم، قد نفعهم الله بعلمه.

## قبيلة بنو توجين
كان لبني توجين على عهد دولة بني مرين، و دولة بني زيان امارة وتواجد في الغرب الجزائري وكانت عاصمتهم تيهرت و كان لأميرهم محمد بن عبد القوي بن عطية التجيني يد في إعانة السلطان أبى سالم المريني على حرب بني زيان أمراء تلمسان 

## أوضاع الغرب الجزائري في زمانه
لقد عاش عيسى بن موسى التيجيني خلال مرحلة صعبة من تاريخ الجزائر، حيث جاء مباشرة بعد عصر سقوط الاندلس 897 هـ (1492م) ,فقد سارع الاسبان في احتلال الساحل الجزائري وخاصة وهران سنة 915هـ(1509م)
فكان الجيش الاسباني خلال هذه المرحلة ينهب ويسبي ويقتل إلى درجة إبادة قبائل كاملة. وتراجعت الحياة الاقتصادية إذ تحولت أراض شاسعة من الفلاحة إلى تربية المواشي وانتقل الناس من سكنى القرى إلى اللجوء إلى الخيم والاستقرار في الجبال خوفاً من غدر الفرق العسكرية الاسبانية، إنه زمن الرعب والخوف.
وكان قائد الاسبان يشن الغارات على المسلمين إلى أن دخل في طاعته قبائل شافع وحميان وأولاد علي وغيرهم من بني عامر ,والذين أصبح القائد الاسباني يعتمد عليهم في جلب الاخبار والمسير في الطرق واتخذ منهم جواسيس يقال لهم المغاطيس, وقويت بهم شوكته، واصبحت سيرات وملاته من جملة أراضيه المحتلة وتعددت غزواته على سهل الهبري
وفي سنة 960هـ(1544) غزا الأسبان على زاوية الشيخ عيسى بن موسى وهو نازل بشرقي واد التاغية. وقد كان ذو معرفة بزجر الطير، فبينما هو بزاويته شرقي وادي التاغية إذ جائته قنبرة وجلست امامه وبدأت تذر التراب وتغرد فأمر بالرحيل إلى الجانب الغربي من الواد، وما هي إلا لحظات حتى خلف مكانهم الأسبان بحثاً عنهم فلم يجدوهم.
ولما غزا الباشا حسن بن خيرالدين مدينة وهران، أهدى له الشيخ عيسى ثوباً جديداً فرحاً واحتفاءا بغزوته.

## وفاته
وكانت وفاة الشيخ أبو مهدي في سنة 962ه/1555م و دفن في ضواحي وادي التاغية وقبره معلوم في الجهة الشرقية من هذه المدينة.

## قصيدته
الف عيسى أبو مهدي قصيدة «الغوثية» في علماء عصره من منطقته سماها بغية الطالب في ذكر الكواكب، شرحها بعده الشيخ محمد بن الاعرج الاغريسي وسماها تسهيل المطالب لبغية الطالب،وقد نشرها ابن بكار في كتاب مجموع النسب،و قد ذكر فيها مجموعة من أعيان منطقة سهل غريس و علماء الراشدية في القرن العاشر هجري(القرن السادس عشر ميلادي) وماقبله، وقد جاء فيها ذكر أسماء الاعيان: أيوب و ميمون المهاجي، أحمد الورغي، عثمان بن زيان والملقب ب قدار، أبو الحسن البهلول المجاجي، أحمد بن يوسف الراشدي الملياني.
بدأت ببسم الله ربِّّي ومالكي*** مجيبي ومنقذي عند النوائب
و صليت ثانيا على خير خلقه ***محمد المختار من أل غالب
ألا إن أهل الله ملجأ هارب*** وغنية محتاج وبُغية طالب
رجا ل كرام أدبو فتأدَّبوا*** بآداب تنريل من الله غالب ُ
بقوا بشهود الحق من بعد ما فنوا***على الكون فاستجلو ضياء المواهب
يداوون أمراض النّفوس بحملها ***علي ضِّدّ ما تهواه ذات المصائب
و يُحيونها بالقتل بين رياضة *** و تهذيب أخال ق وخشية راقب َ
َمجا ِّهد أسدت إليهم معارفًأ ***ا ضا ُءوا بها في النّاس مثل الكواكب
مقلدهم يعطى لواء الولاية***يحد بها يحوي كنوَز المطالب ِّ
و في راشد جمع وهم بنوراشد*** و حل من الأنجاد كل بغارب
فمنهم أبو موسى شريف وماجد*** والأفضل ميموُن مبيُن العجائب
من الغيب أبدا للُضيوف مطاِمعا***و وَّكل ضرغا ًما بحر ِّس المراكب
أيوب وميمون المّهاجي شقيقه*** ضيا ُءهم في شرقها والمغارب
فما هما في البطحاء إلا فريدة***حواها  نظام المجد في كل جانب
و للعَمري الغُوثي وهو أبو الحسن*** علي بن عثمان عظيم المواهب
بدا فضله  للخلق حتى ساعها*** و بُشر بالُحسنى وحسن العواقب
و منهم ولي الله عثمان ما له*** إذا قستَه في جيله من ُمناسب
به ربنا أنجى كباشا بحالب *** و أنقذَ أذوادًا من نار الحاسب
أبو زكريا وابن يحي محمد*** بعلمهما حازا كثير المناقب
ترى علمه في الّراشدية زاخرا *** لعمِّر بدا كالشمس من غير حاجب
و مجدُ أبي اسحاق نجل محمد*** سموح إذا يُرجى سمى المراتب
و تجويدُ القرأن سرا أذاعه *** فحامله يتلوه خير مصائب
و يوسف والورغي أحمد كهفهم*** و بهلولهم عيسى رئيس الكتائب
و الشيخ عثمان بن زيان والذي ي***لقب ب قدّار أعلى المراتب
و عبد الجليل جل قدرا ورفعة*** وعبد الكريم صهُره خيُر نائب
و نجل أبي بكر محمد فخرهم*** سليل أبي بكر رئيس المراكب
و احمام والقطني وهو أبو الحسن*** كذا عابد الرحمان بدر المغارب
أبو يحي لا تخفى محاسنُه كما ***أبو الحسن البهلول حاوي الرغائب
و داوود إبراهيم عيسى خليفة*** و نجل أبي صدور الكتائب
أبو حفص يغزو العدو بسيفه*** و بصفح في معناه أقوم كاتب
و َجمع ما فيهم تفّرق أحمد*** بن يوسف الأصفياء األقارب
حباهُ اله العالمين محبةً***يُلِّقّن أذكا ًرا حسا ًن لراغب
بجاههم يا مالك الملك كن لنا*** من أشراك نفس صيدُها في مخالب
فمن ذا الذي يُرجى سواك بجلِّب ما *** يلائم أو سلّب أو لم نائب
و صل على غوث الوجود محمد*** الحميِّد صلاةً كالّسحائب الصوائب
و أله من سادوا الأنام بمجدهم*** و أصحابه أهل القنى والقواضب